# Первомайский сельсовет (Могилёвская область)
Первомайский сельсовет (бел. Первамайскі  сельсавет) — административно-территориальная единица Дрибинского района Могилёвской области Республики Беларусь.

## Географическое положение
На территории сельсовета расположено 13 населённых пунктов, в которых на 2011 год проживает 1679 человек.
На территории сельсовета расположен УКСП "Совхоз «Первомайский».
На территории сельсовета расположены: государственное учреждение образования «Трилесинская средняя школа Дрибинского района», Первомайская амбулатория врача общей практики, Трилесинский дом культуры и Первомайская библиотека.
На территории сельсовета находится 4 магазина райпо и 2 магазина индивидуальных предпринимателей, различные виды услуг оказывает комплексный приёмный пункт в д. Трилесино, 6 домов социальных услуг, которые расположены в деревнях Головичи, Щёкотово, Лукоть, Жаковка, Сластёны и Бородёнки.
На территории сельсовета расположен памятник природы «Трилесинские исполины».

## Состав
Включает 13 населённых пунктов:
- Бирь — деревня.
- Большие Бороденки — деревня.
- Головичи — деревня.
- Жаковка — деревня.
- Застенки — деревня.
- Лукоть — деревня.
- Мокредь — деревня.
- Первомайск — деревня.
- Сластены — деревня.
- Сусловка — деревня.
- Трилесино — деревня.
- Щекотово — деревня.
- Щекотовская Слободка — деревня.